# Самсонов, Иван Алексеевич
Иван Алексеевич Самсонов (23 января 1922, Сычёвка, Тульская губерния — 1 декабря 1943, Александрийский район, Кировоградская область) — лейтенант Рабоче-крестьянской Красной Армии, участник Великой Отечественной войны, Герой Советского Союза (1944).

## Биография
Иван Самсонов родился 23 января 1922 года в деревне Сычёвка (ныне — Узловский район Тульской области). После окончания семи классов школы работал на заводе. В 1941 году Самсонов был призван на службу в Рабоче-крестьянскую Красную Армию. В 1942 году он окончил Московское пехотное училище. С ноября того же года — на фронтах Великой Отечественной войны. К ноябрю 1943 года лейтенант Иван Самсонов командовал взводом миномётной роты 780-го стрелкового полка 214-й стрелковой дивизии 5-й гвардейской армии 2-го Украинского фронта. Отличился во время освобождения Кировоградской области Украинской ССР.
24 ноября 1943 года взвод Самсонова в бою за населённый пункт Косовка в районе города Александрия уничтожил 3 бронемашины и более 50 вражеских солдат и офицеров. 1 декабря 1943 года у села Юлкановка Самсонов лично подорвал две немецких бронемашины, а затем, забравшись в одну из них, вёл огонь по пехоте противника из пулемёта. В том бою он погиб. Похоронен в селе Диковка.
Указом Президиума Верховного Совета СССР «О присвоении звания Героя Советского Союза генералам, офицерскому, сержантскому и рядовому составу Красной Армии» от 22 февраля 1944 года за «образцовое выполнение боевых заданий командования при форсировании реки Днепр, развитие боевых успехов на правом берегу реки и проявленные при этом отвагу и геройство» был удостоен посмертно высокого звания Героя Советского Союза. Также был награждён орденами Ленина и Красной Звезды, медалью «За оборону Сталинграда».
В честь Самсонова названа школа в Сычёвке.